# Campeonato Brasileiro de League of Legends de 2018
O Campeonato Brasileiro de League of Legends de 2018 (ou  CBLoL 2018) é a sétima temporada do campeonato de mais alto nível do League of Legends brasileiro, organizado diretamente pela Riot Games Brasil. Assim como ocorre desde 2015, a temporada anual foi dividida em duas etapas (ou splits) autônomas, com primeira fase classificatória em que todos jogam contra todos em séries de duas partidas, e segunda fase eliminatória, com séries melhor de cinco. O vencedor de cada etapa, além do prêmio em dinheiro de R$ 70.000,00, conquista também, vaga direta à fase de entrada da seguinte competição internacional da Riot: na primeira etapa, a classificação foi para a fase de entrada do Mid-Season Invitational, realizado na Europa, e na segunda, para o Campeonato Mundial de League of Legends, a ser realizado na Coreia do Sul.
Todos os jogos, inclusive a final do primeiro split, são disputados no Estúdio da Riot Games na cidade de São Paulo. Todos os jogos são transmitidos ao vivo pela plataforma online Twitch, enquanto a primeira série de cada sábado, na primeira fase, e todos os jogos dos playoffs são exibidos no canal de televisão por assinatura SporTV 2.

## Pré-Temporada
O regulamento foi alterado para a nova temporada: Em 2018, um novo formato será posto a prova no CBLOL, a Riot Games modificou os confrontos da Fase de Classificação, passando de md2 para md3, e trocou o tradicional mata-mata pelo inovador “sistema de escada”. Já a partir do 1.º Split do CBLoL 2018, os empates deixarão de existe e a 1.ª Fase será levada ainda mais a sério pelas equipes tendo em vista que aquele que terminar na ponta da tabela vai à Grande Final diretamente, enquanto o 2.º colocado se classificará para a Semifinal e assim sucessivamente.

### Transferências
A grande notícia da janela de transfererências para o CBLOL 2018 foi a compra dos últimos 3 membros campeões da "Era INTZ e-Sports" pela equipe da Vivo Keyd, que fechou o "Exódia" ao trazer todos os cinco jogadores tetracampeões do CBLOL e invictos no Brasil. E por ser a primeira temporada que a equipe da INTZ não contaria com nenhuma player de sua line-up inicial no cenário. Além disso, contou com a Parceira entre a equipe de futebol do Corinthians e a RED Canids, formando assim a Red Canids Corinthians. Além disso, contou com a chegada de dois coreanos à RED Canids, inclusive um vindo do time supercampeão SK Telecom T1, e a chegada do europeu Top 1 no servidor EU.
| Jogador                       | Função   | Time de origem   | Time de destino | Ref    |
| ----------------------------- | -------- | ---------------- | --------------- | ------ |
| Leonardo "Robo" Alves         | Topo     | RED Canids       | CNB             | [ 7 ]  |
| Yan "Yampi" Petermann         | Topo     | Operation Kino   | CNB             | [ 8 ]  |
| Gabriel "Turtle" Peixoto      | Caçador  | INTZ             | CNB             | [ 7 ]  |
| Leonardo "Erasus" Faria       | Caçador  | CNB Infinity     | CNB             | [ 8 ]  |
| Rafael "Rakin" Knittel        | Meio     | Pain Gaming      | CNB             | [ 9 ]  |
| Gustavo "Baiano" Gomes        | Suporte  | Big Gods Jackals | CNB             | [ 7 ]  |
| Pedro "Lep" Marcari           | Topo     | CNB              | RED Canids      | [ 10 ] |
| Gustavo "Minerva" Alves       | Caçador  | CNB              | Pro Gaming      | [ 11 ] |
| Thiago "Tinowns" Sartori      | Meio     | CNB              | Pain Gaming     | [ 12 ] |
| Guilherme "Vash" Del Buono    | Meio     | CNB              | Aposentado      | [ 13 ] |
| Jefferson "SoulDevourer"      | Atirador | CNB              | KaBuM! e-Sports | [ 14 ] |
| Willyam "Wos" Bonpan          | Suporte  | CNB              | Operation Kino  | [ 15 ] |
| Pedro "Gafone" Ramos          | Técnico  | CNB              | Operation Kino  | [ 16 ] |
| Arthur "Tchubs" Figueira      | Topo     | RED Canids       | INTZ            | [ 17 ] |
| Luis "Absolut" Carvalho       | Atirador | Team oNe         | INTZ            | [ 18 ] |
| Luan "sNk" Almeida            | Atirador | Team Class A     | INTZ            | [ 17 ] |
| Pedro "Ziriguidun" Vilarinho  | Suporte  | Vivo Keyd        | INTZ            | [ 19 ] |
| Micael "MicaO" Rodrigues      | Atirador | INTZ             | Vivo Keyd       | [ 20 ] |
| Luan "Jockster" Cardoso       | Suporte  | INTZ             | Vivo Keyd       | [ 20 ] |
| Peter Dun                     | Técninco | INTZ             | Splyce          | [ 21 ] |
| Henrique "KZ" Monteiro        | Topo     | Merciless Gaming | KaBuM! e-Sports | [ 22 ] |
| Felipe "Ranger" Brombilla     | Caçador  | ProGaming        | KaBuM! e-Sports | [ 22 ] |
| Matheus "Dynquedo" Rossini    | Meio     | Operation Kino   | KaBuM! e-Sports | [ 23 ] |
| Jean "Nuddle" Caron           | Técnico  | Fnatic Academy   | KaBuM! e-Sports | [ 24 ] |
| Gabriel "Tockers" Claumann    | Meio     | RED Canids       | Vivo Keyd       | [ 25 ] |
| Felipe "Kaneca" Kanecadan     | Meio     | Free Agent       | Vivo Keyd       | [ 17 ] |
| Gabriel "Days4Fun" Dias       | Caçador  | Vivo Keyd        | Free Agent      | [ 26 ] |
| Murilo "Takeshi" Alves        | Meio     | Vivo Keyd        | Pain Gaming     | [ 12 ] |
| Henrique "Xanad0" Schoenardie | Meio     | Vivo Keyd        | Free Agent      | NO REF |
| Eidi "esA" Yanagimachi        | Suporte  | Vivo Keyd        | Flamengo        | [ 27 ] |
| Gabriel "Juzinho" Nishimura   | Atirador | Vivo Keyd        | Submarino Stars | [ 28 ] |
| Thiago "Djokovic" Maia        | Técnico  | Vivo Keyd        | ProGaming       | [ 29 ] |
| Fabio "Venon" Guimarães       | Topo     | Keep Gaming      | Pain Gaming     | [ 17 ] |
| Matheus "Mylon" Borges        | Topo     | Pain Gaming      | Aposentado      | [ 30 ] |
| Gabriel "Kami" Bohm           | Meio     | Pain Gaming      | Free Agent      | [ 31 ] |
| Matheus "Picoca" Tavares      | Suporte  | Pain Gaming      | Free Agent      | NO REF |
| Natan "fnb" Braz              | Topo     | Free Agent       | ProGaming       | [ 17 ] |
| Leonardo "Lynkez" Cassuci     | Meio     | Free Agent       | ProGaming       | [ 17 ] |
| Mathues "Trigod" Nobrega      | Atirador | Free Agent       | ProGaming       | [ 17 ] |
| Filipe "Fbk1" Vaz             | Topo     | ProGaming        | Free Agent      | NO REF |
| João "Zuao" Vitor             | Caçador  | ProGaming        | T Show          | [ 32 ] |
| Gabriel "Von" Barbosa         | Técnico  | ProGaming        | Lyon Gaming     | [ 33 ] |
| Park "Winged" Tae-Jin         | Caçador  | CJ Entus         | RED Canids      | [ 34 ] |
| Kim "Sky" Ha'Neul             | Meio     | SK Telecom T1    | RED Canids      | [ 34 ] |
| Francisco "Xico" Antunes      | Meio     | Giants Gaming    | RED Canids      | [ 35 ] |
| Victor "Cabuloso" Rangel      | Suporte  | Brave e-Sports   | RED Canids      | [ 36 ] |
| Lee "Icarus" In-Cheol         | Técnico  | Free Agent       | RED Canids      | [ 37 ] |
| Felipe "BrTT" Gonçalves       | Atirador | RED Canids       | Flamengo        | [ 38 ] |
| Rúben "Rhuckz" Barbosa        | Suporte  | RED Canids       | Free Agent      | [ 39 ] |
| Han "Lactea" Gihyun           | Atirador | Free Agent       | Team oNe        | [ 40 ] |
| Gabriel "JoJo" Dzelme         | Suporte  | Free Agent       | Team oNe        | NO REF |
| Victor "Steal" Ruiz           | Atirador | Free Agent       | Team oNe        | NO REF |
| Gabriel "Bielz" Dallaruvera   | Caçador  | Team oNe         | Free Agent      | NO REF |

## Primeira Etapa

### Participantes
|                        | Topo                     | Selva                      | Meio                       | Atirador                 | Suporte                      | Reserva                   | Reserva                   | Reserva                     | Técnico                    |
| ---------------------- | ------------------------ | -------------------------- | -------------------------- | ------------------------ | ---------------------------- | ------------------------- | ------------------------- | --------------------------- | -------------------------- |
| INTZ e-Sports          | Marcelo "Ayel" Mello     | Diogo “Shini” Rogê         | Bruno "Envy" Farias        | Luis “Absolut” Carvalho  | Pedro “Ziriguidun” Vilarinho | Luan “sNk” Almeida        | Arthur “Tchubs” Figueira  |                             | Lucas “Maestro” Pierre     |
| CNB e-Sports Club      | Leonardo “Robo” Alves    | Leonardo “Erasus” Faria    | Rafael “Rakin” Knittel     | Pablo "pbO" Bellini      | Willyam "Wos" Bonpam         | Gustavo “Baiano” Gomes    | Gabriel “Turtle” Peixoto  |                             | Gabriel “Loreviz” Loureiro |
| Vivo Keyd              | Felipe "Yang" Zhao       | Gabriel "Revolta" Henud    | Gabriel "tockers" Claumann | Micael “micaO” Rodrigues | Luan “Jockster” Cardoso      | Felipe “Kaneca” Kanecadan | Jorge “Verfix” Silveira   |                             | Alexander "Abaxial" Haibel |
| Pain Gaming            | Murilo “takeshi” Alves   | Rodrigo “Tay” Panisa       | Thiago “tinowns” Sartori   | Pedro "Matsukaze" Gama   | Caio "Loop" Almeida          | Fabio “Venon” Guimarães   | Mônica “Riyuuka” Arruda   |                             | César “jUc” Barbosa        |
| KaBuM! e-Sports        | Lucas “Zantins” Zanqueta | Filipe “Ranger” Brombilla  | Matheus “dyNquedo” Rossini | Alexandre “Titan” Lima   | Marcelo "Riyev" Carrara      | Henrique “KZ” Monteiro    | Matheus “Freire” Freire   | Guilherme “Atlanta” Matos   | Jean “Nuddle” Caron        |
| ProGaming e-Sports     | Mateus “SkyBart” Neves   | Gustavo “Minerva” Alves    | Bruno “Goku” Miyaguchi     | Lucas "LUSKKA" Rentechen | Matheus “Professor” Leirião  | Natan “fNb” Braz          | Leonardo “Lynkez” Cassuci | Emerson “BocaJR” de Alencar | Thiago “Djoko” Maia        |
| RED Canids Corinthians | Pedro “LEP” Marcari      | Park “Winged” Tae-jin      | Kim”Sky” Ha-neul           | Gustavo “Sacy” Rossi     | Victor “Cabu” Rangel         | Carlos “Nappon” Rücker    | Francisco “Xico” Antunes  | Hugo "Dioud" Padioleau      | Lee “icarus” In-cheol      |
| Team oNe e-Sports      | Álvaro “VVvert” Martins  | Alanderson "4LaN" Meireles | Bruno “Brucer” Pereira     | Han “Lactea” Gihyun      | Ygor “RedBert” Freitas       | João “Marf” Piola         | Victor “Steal1” Ruiz      | Gabriel “Jojo” Dzelme       | Vinícius “Neki” Ghilardi   |

### Primeira fase
O primeiro split do Campeonato Brasileiro de League of Legends de 2018 teve início em 20 de janeiro, com partida entre INTZ e-Sports e Vivo Keyd, partida que colocou de frente os cinco jogadores multicampeões pela INTZ contra sua equipe, juntos pela primeira vez. O time fortemente reforçado da Vivo Keyd bateu a equipe dos intrépidos vencendo por 2 a 0. Já na segunda rodada, caiu a mais longa invencibilidade de uma equipe brasileira junta, com a derrota da Vivo Keyd para a ProGaming por 2 a 0. Os cinco jogadores da Vivo Keyd NUNCA haviam perdido uma série para uma equipe brasileira enquanto os cinco estavam juntos, na duração da invencibilidade, conquistaram 7 títulos disputando 35 séries. KaBuM! e RED Canids Corinthians terminaram empatados em primeiro com 6 vitórias e 1 derrota cada, Vivo Keyd, CNB e ProGaming fecharam os classificados para a escalada eliminatória. A Pain foi rebaixada pela primeira vez na história com a última colocação, se tornando o único time a ser rebaixado com mais de 2 títulos de CBLOL.
Os destaques da fase regular, de acordo com a equipe da transmissão oficial do campeonato, foram, rota a rota: Luccas “Zantins” Zanqueta (KaBuM! e-Sports), no topo, Gabriel “Revolta” Henud (Vivo Keyd), na selva, Kim “Sky” Ha-neul (RED Canids Corinthians), no meio, Alexandre “Titan” Lima como atirador (KaBuM! e-Sports) e Marcelo “Riyev” Carrara, da KaBuM! e-Sports, como suporte. Titan foi eleito por unanimidade o melhor jogador até o momento.
| Pos. | Equipes                | V | D | JG | JP | Classificação ou rebaixamento |
| ---- | ---------------------- | - | - | -- | -- | ----------------------------- |
| 1    | KaBuM! e-Sports        | 6 | 1 | 12 | 4  | Escalada                      |
| 2    | Red Canids Corinthians | 6 | 1 | 12 | 4  | Escalada                      |
| 3    | Vivo Keyd              | 4 | 3 | 8  | 7  | Escalada                      |
| 4    | CNB e-Sports Club      | 4 | 3 | 8  | 8  | Escalada                      |
| 5    | ProGaming Esports      | 3 | 4 | 9  | 9  | Escalada                      |
| 6    | INTZ e-Sports          | 2 | 5 | 6  | 11 | Escalada Série de Promoção    |
| 7    | Team oNe eSports       | 2 | 5 | 4  | 11 | Escalada Série de Promoção    |
| 8    | Pain Gaming            | 1 | 6 | 7  | 12 | Rebaixamento                  |

### Fase eliminatória
A primeira eliminatória foi disputada em 27 de março pelo quinto colocado ProGaming e pela quarta colocada CNB e-Sports Club. Com bela atuação de Rakin, da CNB e Goku da ProGaming, ambos saíram com um Pentakill, a CNB ganhou de virada por 3 a 2, com Rakin fazendo o penta final que deu a vitória do quinto jogo para CNB.
A segunda eliminatória, realizada no dia seguinte, teve o resultado de 3 a 0: a Vivo Keyd, com o time que não havia perdido nenhum playoff no Brasil até o momento. O adversário, CNB, era o time que vinha de uma bela vitória em cima da ProGaming. A equipe classificada para a semifinal foi a Vivo Keyd, que conseguiu uma vitória fácil nas 3 séries.
Na semifinal, disputada em 24 de março, a Vivo Keyd bateu o time da RED Canids Corinthians por 3 a 2 em cinco partidas emocionantes e se garantiu na grande final contra o time da KaBuM.
Na final, o "Exódia" da Vivo Keyd conheceu sua primeira derrota em eliminatórias ao perder para o time recém subido do Circuito Desafiante, KaBuM! e-Sports que se sagrou bicampeã brasileira após uma vitória por 3 a 2 cheia de emoções e dois empates na série, garantindo sua vaga no Mid-Season Invitational.
|  | Oitavas/Quartas-de-final | Oitavas/Quartas-de-final | Oitavas/Quartas-de-final |  |  | Semifinal | Semifinal  | Semifinal |  |  | Final | Final     | Final |
|  |                          |                          |                          |  |  |           |            |           |  |  |       |           |       |
|  | 5                        | ProGaming                | 2                        |  |  |           |            |           |  |  |       |           |       |
|  | 4                        | CNB e-Sports Club        | 3                        |  |  |           |            |           |  |  | 1     | KaBuM!    | 3     |
|  |                          |                          |                          |  |  | 2         | RED Canids | 2         |  |  |       | Vivo Keyd | 2     |
|  |                          |                          |                          |  |  |           | Vivo Keyd  | 3         |  |  |       |           |       |
|  | 3                        | Vivo Keyd                | 3                        |  |  |           |            |           |  |  |       |           |       |
|  |                          | CNB e-Sports             | 0                        |  |  |           |            |           |  |  |       |           |       |

### Série de Promoção
Além da PaiN automaticamente rebaixada ProGaming, INTZ e-Sports e Team oNe eSports, quinto, sexto e sétimo colocados na fase de grupos, tiveram de disputar a "Série de Promoção" o segundo colocado do Circuito Desafiante, Flamengo, contra o perdedor do jogo que vale a sexta colocação geral, para tentar garantir a vaga na etapa seguinte do CBLoL. Na disputa pelo quinto lugar, a INTZ bateu a ProGaming por 2 a 0, se livrando da partida que definiria a oponente do Flamengo pela vaga final do próximo split do CBLOL. Na disputa pelo sexto lugar, a ProGaming ganhou da Team oNe por 2 a 0 e se garantiu no CBLOL diretamente.
Na Série de Promoção, a equipe do Flamengo venceu a Team oNe por 3 a 2 e se garantiu no CBLOL, rebaixando a atual representante brasileira no Mundial para o Circuito Desafiante.
|  | Disputa pelo 5.º | Disputa pelo 5.º | Disputa pelo 5.º |  |  | Disputa pelo 6.º | Disputa pelo 6.º | Disputa pelo 6.º |
|  |                  |                  |                  |  |  |                  |                  |                  |
|  |                  |                  |                  |  |  | ProGaming        | ProGaming        | 2                |
|  | ProGaming        | ProGaming        | 0                |  |  | Team oNe         | Team oNe         | 0                |
|  | INTZ             | INTZ             | 2                |  |  |                  |                  |                  |

|  | Série de Promoção |          |   |
|  |                   |          |   |
|  | Team oNe          | Team oNe | 2 |
|  | Flamengo          | Flamengo | 3 |